# Miriam Welte
Miriam Welte (Kaiserslautern, 9 december 1986) is een Duitse wielrenster. Welte is gespecialiseerd op de sprintonderdelen bij het baanwielrennen. Tijdens het wereldkampioenschap baanwielrennen van 2012 won Welte samen met Kristina Vogel, in een nieuw wereldrecord, de titel op de teamsprint. In hetzelfde jaar wonnen Welte en Vogel de teamsprint op de Olympische Zomerspelen in Londen na een diskwalificatie van het duo Gong en Shuang uit China. Vier jaar later won ze opnieuw samen met Vogel brons in Rio de Janeiro.

## Belangrijkste resultaten
2004
- Wereldkampioenschap sprint, Junior dames

2005
- Europees kampioenschap 500m, onder 23 jaar

2006
- Europees kampioenschap sprint, onder 23 jaar
- Europees kampioenschap 500m, onder 23 jaar

2007
- Europees kampioenschap sprint, onder 23 jaar
- Europees kampioenschap 500m, onder 23 jaar
- Duits kampioenschap 500m

2008
- Duits kampioenschap 500m
- Europees kampioenschap sprint, onder 23 jaar
- Europees kampioenschap 500m, onder 23 jaar
- Europees kampioenschap teamsprint (met Kristina Vogel)

2009
- Duits kampioenschap 500m
- Duits kampioenschap keirin

2010
- Europees kampioenschap teamsprint (met Kristina Vogel)

2011
- Duits kampioenschap 500m
- Duits kampioenschap keirin
- Duits kampioenschap teamsprint (met Verena Jooss)
- Europees kampioenschap teamsprint (met Kristina Vogel)
- Wereldkampioenschap 500m

2012
- Wereldkampioenschap teamsprint (met Kristina Vogel)
- Olympische Zomerspelen teamsprint (met Kristina Vogel)

2012: Welte, Vogel ·
2016: Gong, Zhong ·
2020: Bao, Zhong ·
2024: Capewell, Finucane, Marchant
- Gemeinsame Normdatei: 1162214627
- Virtual International Authority File: 7065153126243524750000